# SN 1998J
SN 1998J – supernowa typu Ia odkryta 23 stycznia 1998 roku w galaktyce A093110-0445. W momencie odkrycia miała maksymalną jasność 23,50m.